# السير على الخط (فلم)
السير على الخط (بالإنجليزية: Walk the Line) هو فيلم سيرة ذاتية دراما أُصدر في الولايات المتحدة سنة 2005, من إخراج جيمس مانغولد وبطولة خواكين فينيكس، ريس ويذرسبون، جينيفر غودين وروبرت باتريك. استند الكاتب السينمائي جيل دينيس بالتعاون مع مخرج الفيلم جيمس مانجولد في كتابة سيناريو الفيلم إلى كتابي سيرة ذاتية من تأليف بطل القصة المغني جوني كاش، هما كل من «رجل يرتدي اللون الأسود» و«كاش- سيرة ذاتية».
يركز الفيلم على حياة جوني كاش المبكرة وعلاقته الرومانسية مع جون كارتر وصعوده إلى ساحة الموسيقى الريفية، بالإضافة لأشياء أخرى مأخوذة من سيرته الذاتية. تقدر ميزانية إنتاج الفيلم بـ 28 مليون دولار أمريكي. تم عرض الفيلم في مهرجان تيلورايد السينمائي في 4 سبتمبر 2005، ثم بعد ذلك عُرض على نطاق واسع في 18 نوفمبر 2005، ورشح الفيلم لخمس جوائز أوسكار بما في ذلك جائزة أفضل ممثل لـ خواكين فينيكس وجائزة أفضل ممثلة لـ ريس ويذرسبون وجائزة أفضل تصميم أزياء.

## طاقم التمثيل
- خواكين فينيكس في دور جوني كاش.
- ريس ويذرسبون في دور جون كارتر.
- جينيفر غودين في دور فيفيان كاش (زوجة جون الأولى).
- روبرت باتريك في دور راي كاش (والد جون).
- هيلي آن نيلسون في دور روزان كاش (أخت جون الكبرى).
- دالاس روبرتس في دور سام فيليبس.
- دان جون ميلر في دور لوثر بيركنز.

## القصة
تبدأ قصة الفيلم بنشأة جوني كاش (خواكين فينيكس) في أسرة متواضعة الحالة بولاية أركنسا، حيث يفقد شقيقه الأكبر في حادث مأساوي ويضع والده اللوم عليه ويعتبره الابن العاق، وتستمر هذه العلاقة المتوترة بين الأب وجوني كاش على مدى سنين عديدة. يقرر جوني الذي يشعر بالذنب التطوع في القوات الجوية الأمريكية ويقضي فترة خدمته في ألمانيا، حيث يشتري هناك غيتارا ويؤلف ويلحن ويغني أغنية بعنوان أحزان سجن فولسوم بعد تأثره بالمشاهد المأساوية لفيلم داخل جدران سجن فولسوم (1951).
يعود جوني كاش إلى الولايات المتحدة ويتزوج ويرزق بطفلتين ويمارس العمل كبائع متجول، إلا أن ولعه بالموسيقى الريفية الأميركية وبالغناء يتغلب عليه، وبعد فترة الكفاح التقليدية التي يمر بها معظم الفنانين ينضم إلى عدد من المغنين الآخرين الصاعدين في الجولات الغنائية ومنهم إلفيس بريسلي وجيري لي لويس، اللذان أصبحا من نجوم الغناء، والمغنية جون كارتر عضو فريق أسرة كارتر الغنائية والتي اكتسبت نجوميتها منذ الطفولة.
يقع جوني كاش المتزوج في حب جون كارتر المتزوجة التي تحاول أن تصده وأن تبتعد عنها، وفي النهاية تنسحب من الجولات الغنائية لكي تتجنبه. يمر جوني كاش في مرحلة الإدمان على المخدرات والإسراف في شرب الخمر، مما يؤثر على أدائه في بعض الحفلات الغنائية، كما يدخل السجن خلال تلك المرحلة.
بعد كفاح طويل، وبعد أن يكون جوني كاش قد طلق زوجته الأولى، يطلب يد جون كارتر في حفلة غنائية مشتركة بمدينة تورونتو الكندية وتوافق على الزواج منه أمام الجمهور، ويبد أن حياة جديدة تظهر فيها الآثار الإيجابية لجون كارتر في حياة جوني كاش وأولها نجاحها في القضاء على مشكلة الإدمان على المخدرات التي يعاني منها. ويتحول هذان المغنيان الموهوبان إلى اثنين من أكبر نجوم الأغاني الريفية الأميركية.

## الإصدار

### الجوائز والترشيحات
فاز الفيلم بـ 35 جائزة من بينها جائزة أوسكار وتلقى 28 ترشيحا وفيما يلي جدول يعرض جوائز وترشيحات المنظمات فقط
| المنظمة                | الفئة                                            | المُرشح                                            | النتيجة |
| ---------------------- | ------------------------------------------------ | ------------------------------------------------- | ------- |
| جائزة الأوسكار         | جائزة الأوسكار لأفضل ممثل                        | خواكين فينيكس                                     | رُشِّح     |
| جائزة الأوسكار         | جائزة الأوسكار لأفضل ممثلة                       | ريس ويذرسبون                                      | فوز     |
| جائزة الأوسكار         | جائزة الأوسكار لأفضل تصميم أزياء                 | أريان فيليبس                                      | رُشِّح     |
| جائزة الأوسكار         | جائزة الأوسكار لأفضل مونتاج                      | مايكل مكاستر                                      | رُشِّح     |
| جائزة الأوسكار         | جائزة الأوسكار لأفضل خلط أصوات                   | دوغ هيمفيل، بيتر كورلند، بول ماسي                 | رُشِّح     |
| جوائز البافتا للأفلام  | جائزة البافتا لأفضل ممثل في دور رئيسي            | خواكين فينيكس                                     | رُشِّح     |
| جوائز البافتا للأفلام  | جائزة البافتا لأفضل ممثلة في دور رئيسي           | ريس ويذرسبون                                      | فوز     |
| جوائز البافتا للأفلام  | جائزة البافتا لأفضل موسيقى                       | تي بون بورنيت                                     | رُشِّح     |
| جوائز البافتا للأفلام  | جائزة البافتا لأفضل صوت                          | دوغ هيمفيل، بيتر كورلند، بول ماسي، دونالد سيلفستر | فوز     |
| جوائز الغولدن غلوب     | أفضل ممثل في دور رئيسي - فيلم موسيقي أو كوميدي   | خواكين فينيكس                                     | فوز     |
| جوائز الغولدن غلوب     | أفضل ممثلة في دور رئيسي - فيلم موسيقي أو كوميدي  | ريس ويذرسبون                                      | فوز     |
| جوائز الغولدن غلوب     | أفضل فيلم موسيقي أو كوميدي                       | —                                                 | فوز     |
| جوائز إم تي في للأفلام | أفضل أداء                                        | خواكين فينيكس                                     | رُشِّح     |
| جوائز إم تي في للأفلام | أفضل أداء                                        | ريس ويذرسبون                                      | رُشِّح     |
| جائزة ستالايت          | أفضل ممثل في دور رئيسي في فيلم موسيقي أو كوميدي  | خواكين فينيكس                                     | رُشِّح     |
| جائزة ستالايت          | أفضل ممثلة في دور رئيسي في فيلم موسيقي أو كوميدي | ريس ويذرسبون                                      | فوز     |
| جائزة ستالايت          | أفضل مخرج                                        | جيمس مانجولد                                      | رُشِّح     |
| جائزة ستالايت          | أفضل فيلم موسيقي أو كوميدي                       | —                                                 | فوز     |
| جائزة ستالايت          | أفضل سيناريو مقتبس                               | جيل دينيس، جيمس مانجولد                           | رُشِّح     |
| جائزة اختيار المراهقين | الممثلة المختارة                                 | ريس ويذرسبون                                      | فوز     |
| جائزة اختيار المراهقين | الفيلم المختار                                   | —                                                 | رُشِّح     |

### الميزانية والإيرادات
بلغت تكلفة إنتاج الفيلم حوالي 28 مليون دولار بينما حقق أرباحاً تقدر بـ 186,438,883 دولار.

## وصلات خارجية
- مقالات تستعمل روابط فنية بلا صلة مع ويكي بيانات